# قرية العشرة
قرية العشرة تقع في محلية أم رمتة بولاية النيل الأبيض بدولة السودان في قارة أفريقيا عدد سكانها حوالي5000 نسمة وهي تتوسط مشروع أبقر الزراعي وتضم أحياء اللطيماب و الخوي و جريجخ و البيرماب.